# Vergt-de-Biron

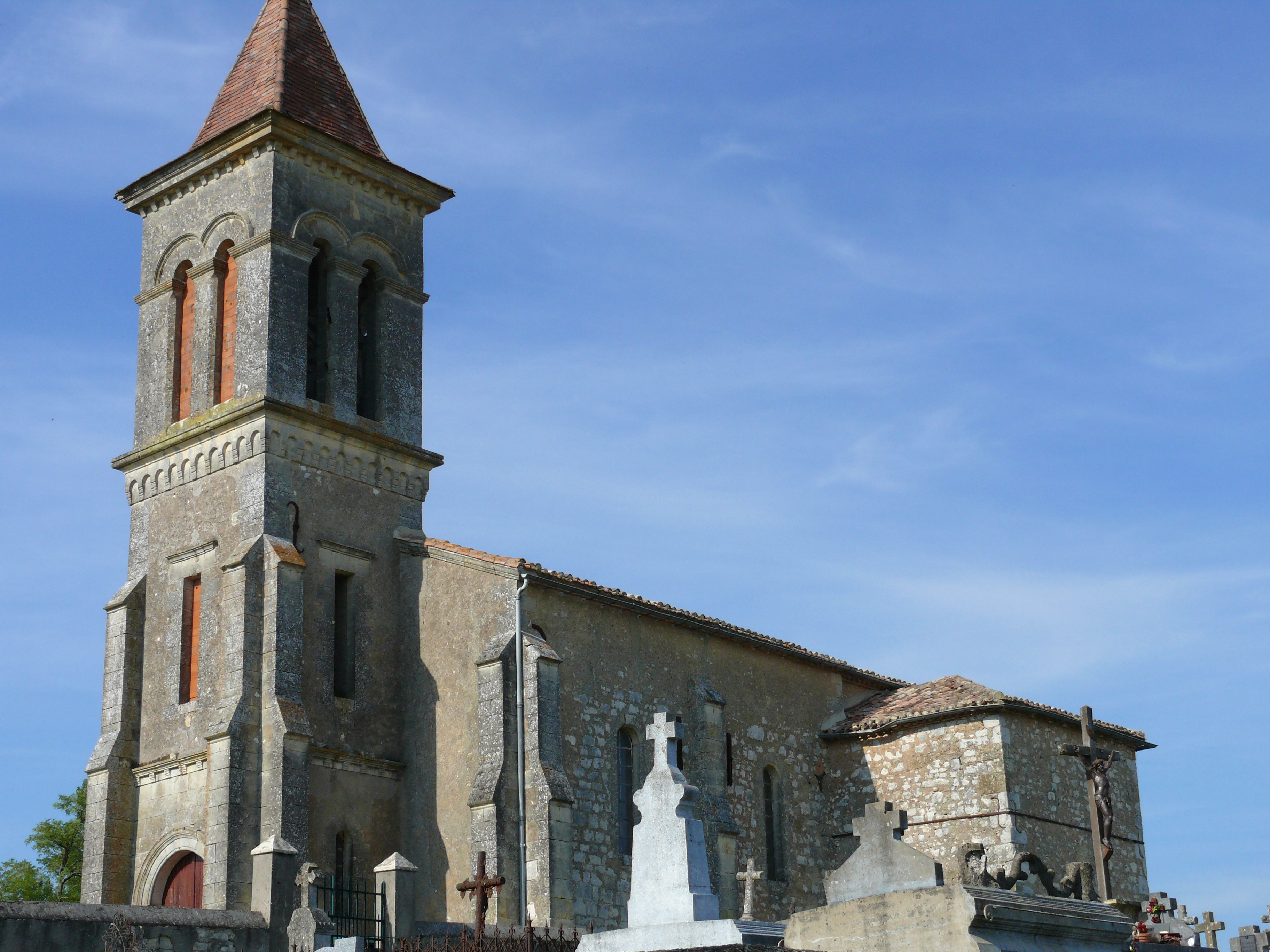
Kerk

Vergt-de-Biron is een gemeente in het Franse departement Dordogne (regio Nouvelle-Aquitaine) en telt 189 inwoners (2004). De plaats maakt deel uit van het arrondissement Bergerac.

## Geografie
De oppervlakte van Vergt-de-Biron bedraagt 15,8 km², de bevolkingsdichtheid is 12,0 inwoners per km².
De onderstaande kaart toont de ligging van Vergt-de-Biron met de belangrijkste infrastructuur en aangrenzende gemeenten.

## Demografie
Onderstaande figuur toont het verloop van het inwonertal (bron: INSEE-tellingen).